# هينريتش وايلد
هينريتش وايلد هو مخترِع سويسري، ولد في 15 نوفمبر 1877 في Mitlödi ‏ في سويسرا، وتوفي في 26 ديسمبر 1951 في بادن في سويسرا.